# Hinkley Glacier
Hinkley Glacier är en glaciär i Antarktis. Den ligger i Västantarktis. Chile gör anspråk på området. Hinkley Glacier ligger 2 576 meter över havet.
Terrängen runt Hinkley Glacier är bergig söderut, men norrut är den kuperad. Trakten är obefolkad. Det finns inga samhällen i närheten. 